# L'Anglais tel qu'on le parle
Ne doit pas être confondu avec English As She Is Spoke.
L'Anglais tel qu'on le parle est un vaudeville en un acte de Tristan Bernard datant de 1899, et fait partie de ses pièces les plus célèbres.
Tristan Bernard reste fidèle au vaudeville classique avec ses quiproquos et sa fantaisie verbale.
La pièce a été jouée en particulier par Pierre Dux en 1930, Jacques Charon en 1945, Jean Poiret et Michel Serrault en 1959 dans une réalisation télévisée de Marcel Cravenne.

## Argument
Un jeune Français travaillant en Angleterre a emmené  à Paris une jeune Anglaise, dont le père n'a pas voulu lui accorder le mariage à cause de la situation peu brillante du Français. Les jeunes gens descendent dans un hôtel, mais il se trouve que l'interprète de l'hôtel ne connaît pas un mot d'anglais.

## Personnages
- Julien Cicandel
- Betty Hogson

## Adaptations
- L'Anglais tel qu'on le parle, film de Robert Boudrioz sorti en 1931 avec Gustave Hamilton[5]
- L'Anglais tel qu'on le parle, court-métrage de Jean Tédesco sorti en 1951, avec Luce Fabiole[6]
- L'Anglais tel qu'on le parle, téléfilm réalisé par Marcel Cravenne en 1959 avec Jean Poiret, Michel Serrault, Petula Clark et Marthe Mercadier[4]
- "L'Anglais tel qu'on le parle" filmé le 22 octobre 1975 avec Christian Marin, Rosine Cadoret et Grégoire Aslan.